# Marginocephalia
Sous-ordre
Infra-ordres de rang inférieur
- † Pachycephalosauria
- † Ceratopsia

Les Marginocephalia (du grec margino, marge et kephale tête), ou marginocéphales, constituent un clade fossile de dinosaures ornithischiens qui comprennent des dinosaures bipèdes et quadrupèdes exclusivement herbivores et dont les plus primitifs partagent un début de crête osseuse étroite et horizontale qui se prolonge légèrement à l'arrière du crâne.

## Historique
Le sous-ordre des Marginocephalia est décrit en 1986 par la paléontologue Paul Sereno,.

### Fossiles
Selon Paleobiology Database en 2024, le nombre de collections référencées de fossiles est de 1125 collections. Ces collections sont du Jurassique supérieur au Maastrichtien supérieur du Crétacé supérieur, c'est-à-dire datent de 161,5 66Ma avant notre ère.

## Description
Les Marginocephalia, ou marginocéphales, apparaissent au Jurassique supérieur et disparaissent entièrement à la fin du Crétacé supérieur lors de la crise K/P. La grande majorité des membres de ce clade furent confinés à l'Asie et à l'Amérique du Nord durant le Crétacé. Leur taille varie considérablement puisque certaines formes de cératopsiens primitifs mesuraient moins d'un mètre alors que les plus grands Ceratopsidae connus telles que Triceratops atteignaient plus de 9 mètres. De même, leur morphologie est très diverse puisque la plupart des Pachycephalosauridae furent des bipèdes graciles et véloces munis d'une tête trapue, alors que leur cousins Ceratopsidae furent des quadrupèdes robustes et massifs pourvus d'un long crâne parfois rehaussé de cornes ou de grosses bosses osseuses.

## Classification
Les Marginocephalia incluent deux clades majeurs d'ornithischiens, les Ceratopsia chez qui cette crête s'est rapidement transformée en véritable collerette osseuse et dont les formes le plus récentes portent des cornes sur le haut de la tête, et les Pachycephalosauria dont ce début de crête s'est peu à peu modifié pour former un dôme osseux épais chez les formes les plus dérivées.
Le cladogramme ci-dessous, publié par Zheng et ses collègues en 2009, illustre la classification actuelle des Marginocephalia.
|         | Goyocephale                                                            |
|         |                                                                        |
| unnamed | \| \| Homalocephale \| \| \| \| \| \| Pachycephalosauridae \| \| \| \| |
|         | \| \| Homalocephale \| \| \| \| \| \| Pachycephalosauridae \| \| \| \| |
|         | Homalocephale                                                          |
|         |                                                                        |
|         | Pachycephalosauridae                                                   |
|         |                                                                        |

|  | Homalocephale        |
|  |                      |
|  | Pachycephalosauridae |
|  |                      |

|         | Goyocephale                                                            |
|         |                                                                        |
| unnamed | \| \| Homalocephale \| \| \| \| \| \| Pachycephalosauridae \| \| \| \| |
|         | \| \| Homalocephale \| \| \| \| \| \| Pachycephalosauridae \| \| \| \| |
|         | Homalocephale                                                          |
|         |                                                                        |
|         | Pachycephalosauridae                                                   |
|         |                                                                        |

|  | Homalocephale        |
|  |                      |
|  | Pachycephalosauridae |
|  |                      |

|         | Archaeoceratops                                                    |
|         |                                                                    |
| unnamed | \| \| Leptoceratopsidae \| \| \| \| \| \| Coronosauria \| \| \| \| |
|         | \| \| Leptoceratopsidae \| \| \| \| \| \| Coronosauria \| \| \| \| |
|         | Leptoceratopsidae                                                  |
|         |                                                                    |
|         | Coronosauria                                                       |
|         |                                                                    |

|  | Leptoceratopsidae |
|  |                   |
|  | Coronosauria      |
|  |                   |

|         | Archaeoceratops                                                    |
|         |                                                                    |
| unnamed | \| \| Leptoceratopsidae \| \| \| \| \| \| Coronosauria \| \| \| \| |
|         | \| \| Leptoceratopsidae \| \| \| \| \| \| Coronosauria \| \| \| \| |
|         | Leptoceratopsidae                                                  |
|         |                                                                    |
|         | Coronosauria                                                       |
|         |                                                                    |

|  | Leptoceratopsidae |
|  |                   |
|  | Coronosauria      |
|  |                   |

|         | Archaeoceratops                                                    |
|         |                                                                    |
| unnamed | \| \| Leptoceratopsidae \| \| \| \| \| \| Coronosauria \| \| \| \| |
|         | \| \| Leptoceratopsidae \| \| \| \| \| \| Coronosauria \| \| \| \| |
|         | Leptoceratopsidae                                                  |
|         |                                                                    |
|         | Coronosauria                                                       |
|         |                                                                    |

|  | Leptoceratopsidae |
|  |                   |
|  | Coronosauria      |
|  |                   |

|         | Archaeoceratops                                                    |
|         |                                                                    |
| unnamed | \| \| Leptoceratopsidae \| \| \| \| \| \| Coronosauria \| \| \| \| |
|         | \| \| Leptoceratopsidae \| \| \| \| \| \| Coronosauria \| \| \| \| |
|         | Leptoceratopsidae                                                  |
|         |                                                                    |
|         | Coronosauria                                                       |
|         |                                                                    |

|  | Leptoceratopsidae |
|  |                   |
|  | Coronosauria      |
|  |                   |

|         | Archaeoceratops                                                    |
|         |                                                                    |
| unnamed | \| \| Leptoceratopsidae \| \| \| \| \| \| Coronosauria \| \| \| \| |
|         | \| \| Leptoceratopsidae \| \| \| \| \| \| Coronosauria \| \| \| \| |
|         | Leptoceratopsidae                                                  |
|         |                                                                    |
|         | Coronosauria                                                       |
|         |                                                                    |

|  | Leptoceratopsidae |
|  |                   |
|  | Coronosauria      |
|  |                   |

|         | Archaeoceratops                                                    |
|         |                                                                    |
| unnamed | \| \| Leptoceratopsidae \| \| \| \| \| \| Coronosauria \| \| \| \| |
|         | \| \| Leptoceratopsidae \| \| \| \| \| \| Coronosauria \| \| \| \| |
|         | Leptoceratopsidae                                                  |
|         |                                                                    |
|         | Coronosauria                                                       |
|         |                                                                    |

|  | Leptoceratopsidae |
|  |                   |
|  | Coronosauria      |
|  |                   |

|         | Archaeoceratops                                                    |
|         |                                                                    |
| unnamed | \| \| Leptoceratopsidae \| \| \| \| \| \| Coronosauria \| \| \| \| |
|         | \| \| Leptoceratopsidae \| \| \| \| \| \| Coronosauria \| \| \| \| |
|         | Leptoceratopsidae                                                  |
|         |                                                                    |
|         | Coronosauria                                                       |
|         |                                                                    |

|  | Leptoceratopsidae |
|  |                   |
|  | Coronosauria      |
|  |                   |

|         | Archaeoceratops                                                    |
|         |                                                                    |
| unnamed | \| \| Leptoceratopsidae \| \| \| \| \| \| Coronosauria \| \| \| \| |
|         | \| \| Leptoceratopsidae \| \| \| \| \| \| Coronosauria \| \| \| \| |
|         | Leptoceratopsidae                                                  |
|         |                                                                    |
|         | Coronosauria                                                       |
|         |                                                                    |

|  | Leptoceratopsidae |
|  |                   |
|  | Coronosauria      |
|  |                   |

|         | Goyocephale                                                            |
|         |                                                                        |
| unnamed | \| \| Homalocephale \| \| \| \| \| \| Pachycephalosauridae \| \| \| \| |
|         | \| \| Homalocephale \| \| \| \| \| \| Pachycephalosauridae \| \| \| \| |
|         | Homalocephale                                                          |
|         |                                                                        |
|         | Pachycephalosauridae                                                   |
|         |                                                                        |

|  | Homalocephale        |
|  |                      |
|  | Pachycephalosauridae |
|  |                      |

|         | Goyocephale                                                            |
|         |                                                                        |
| unnamed | \| \| Homalocephale \| \| \| \| \| \| Pachycephalosauridae \| \| \| \| |
|         | \| \| Homalocephale \| \| \| \| \| \| Pachycephalosauridae \| \| \| \| |
|         | Homalocephale                                                          |
|         |                                                                        |
|         | Pachycephalosauridae                                                   |
|         |                                                                        |

|  | Homalocephale        |
|  |                      |
|  | Pachycephalosauridae |
|  |                      |

|         | Archaeoceratops                                                    |
|         |                                                                    |
| unnamed | \| \| Leptoceratopsidae \| \| \| \| \| \| Coronosauria \| \| \| \| |
|         | \| \| Leptoceratopsidae \| \| \| \| \| \| Coronosauria \| \| \| \| |
|         | Leptoceratopsidae                                                  |
|         |                                                                    |
|         | Coronosauria                                                       |
|         |                                                                    |

|  | Leptoceratopsidae |
|  |                   |
|  | Coronosauria      |
|  |                   |

|         | Archaeoceratops                                                    |
|         |                                                                    |
| unnamed | \| \| Leptoceratopsidae \| \| \| \| \| \| Coronosauria \| \| \| \| |
|         | \| \| Leptoceratopsidae \| \| \| \| \| \| Coronosauria \| \| \| \| |
|         | Leptoceratopsidae                                                  |
|         |                                                                    |
|         | Coronosauria                                                       |
|         |                                                                    |

|  | Leptoceratopsidae |
|  |                   |
|  | Coronosauria      |
|  |                   |

|         | Archaeoceratops                                                    |
|         |                                                                    |
| unnamed | \| \| Leptoceratopsidae \| \| \| \| \| \| Coronosauria \| \| \| \| |
|         | \| \| Leptoceratopsidae \| \| \| \| \| \| Coronosauria \| \| \| \| |
|         | Leptoceratopsidae                                                  |
|         |                                                                    |
|         | Coronosauria                                                       |
|         |                                                                    |

|  | Leptoceratopsidae |
|  |                   |
|  | Coronosauria      |
|  |                   |

|         | Archaeoceratops                                                    |
|         |                                                                    |
| unnamed | \| \| Leptoceratopsidae \| \| \| \| \| \| Coronosauria \| \| \| \| |
|         | \| \| Leptoceratopsidae \| \| \| \| \| \| Coronosauria \| \| \| \| |
|         | Leptoceratopsidae                                                  |
|         |                                                                    |
|         | Coronosauria                                                       |
|         |                                                                    |

|  | Leptoceratopsidae |
|  |                   |
|  | Coronosauria      |
|  |                   |

|         | Archaeoceratops                                                    |
|         |                                                                    |
| unnamed | \| \| Leptoceratopsidae \| \| \| \| \| \| Coronosauria \| \| \| \| |
|         | \| \| Leptoceratopsidae \| \| \| \| \| \| Coronosauria \| \| \| \| |
|         | Leptoceratopsidae                                                  |
|         |                                                                    |
|         | Coronosauria                                                       |
|         |                                                                    |

|  | Leptoceratopsidae |
|  |                   |
|  | Coronosauria      |
|  |                   |

|         | Archaeoceratops                                                    |
|         |                                                                    |
| unnamed | \| \| Leptoceratopsidae \| \| \| \| \| \| Coronosauria \| \| \| \| |
|         | \| \| Leptoceratopsidae \| \| \| \| \| \| Coronosauria \| \| \| \| |
|         | Leptoceratopsidae                                                  |
|         |                                                                    |
|         | Coronosauria                                                       |
|         |                                                                    |

|  | Leptoceratopsidae |
|  |                   |
|  | Coronosauria      |
|  |                   |

|         | Archaeoceratops                                                    |
|         |                                                                    |
| unnamed | \| \| Leptoceratopsidae \| \| \| \| \| \| Coronosauria \| \| \| \| |
|         | \| \| Leptoceratopsidae \| \| \| \| \| \| Coronosauria \| \| \| \| |
|         | Leptoceratopsidae                                                  |
|         |                                                                    |
|         | Coronosauria                                                       |
|         |                                                                    |

|  | Leptoceratopsidae |
|  |                   |
|  | Coronosauria      |
|  |                   |

|         | Archaeoceratops                                                    |
|         |                                                                    |
| unnamed | \| \| Leptoceratopsidae \| \| \| \| \| \| Coronosauria \| \| \| \| |
|         | \| \| Leptoceratopsidae \| \| \| \| \| \| Coronosauria \| \| \| \| |
|         | Leptoceratopsidae                                                  |
|         |                                                                    |
|         | Coronosauria                                                       |
|         |                                                                    |

|  | Leptoceratopsidae |
|  |                   |
|  | Coronosauria      |
|  |                   |

### Publication originale
- [1986] (en) P. C. Sereno, « Phylogeny of the bird-hipped dinosaurs (order Ornithischia) », National Geographic Research, vol. 2, no 2,‎ 1986, p. 234-256.